# Quercus humboldtii
Espèce
Synonymes
- Erythrobalanus humboldtii (Bonpl.) O.Schwarz[1]
- Erythrobalanus lindenii (A.DC.) O.Schwarz[1]
- Erythrobalanus tolimensis (Bonpl.) O.Schwarz[1]
- Quercus almaguerensis Bonpl.[1]
- Quercus humboldtii Kotschy ex A.DC.[1]
- Quercus lindenii A.DC.[1]
- Quercus tolimensis Bonpl.[1]

Quercus humboldtii est une espèce d'arbres du sous-genre Quercus et de la section Lobatae. L'espèce est présente au Panamá et en Colombie.